# Criptografia pós-quântica
A criptografia pós-quântica, abreviadamente PQC ou PQCrypto, refere-se a algoritmos criptográficos (normalmente algoritmos de chave pública) os quais são considerados seguros contra um ataque criptoanalítico de um computador quântico. A evolução dos computadores quânticos permitirão no futuro decifrar a criptografia atual, e esse motivo realça a importância de novos algoritmos para manter os sistemas de comunicação seguros. É expectável que o PQC pode substituir o RSA e a ECC (criptografia de curva elíptica) como o sistema criptográfico no qual os certificados digitais se baseiam.
Os algoritmos de chave pública mais difundidos têm por base um de três problemas matemáticos: a fatorização de inteiros, o logaritmo discreto ou o logaritmo discreto da curva elíptica (criptografia de curva elíptica). Que um computador quântico possa resolver estes problemas facilmente, executando o Algoritmo de Shor ou similares, será uma realidade a médio prazo que poderá afetar gravemente a segurança, por exemplo, das instituições bancárias.
Os criptógrafos concebem atualmente novos algoritmos para se prepararem para o Y2Q, ou Dia Q (realizando uma analogia com o Y2K), quando se verifique que os atuais estão expostos a ataques de computação quântica.
Algumas alternativas disponíveis são a criptografia McEliece (1978), e muitos programas para financiar pesquisa em PQC, como o SAFECrypto (um programa para uma criptografia com resistências quânticas baseada em treliça) da Comissão Europeia, e CryptoWorks21.